# Parafia Najświętszego Serca Jezusowego w Kłodnicy Dolnej
Parafia Najświętszego Serca Jezusowego w Kłodnicy Dolnej – parafia rzymskokatolicka, znajdująca się w archidiecezji lubelskiej, w dekanacie bełżyckim.

## Zasięg parafii
Do parafii należą wierni z następujących miejscowości: Białawoda, Dąbrowa, Dobrowola, Kaźmierów, Kępa, Kłodnica Dolna kolonia, Kłodnica Dolna, Kłodnica Górna, Osina i Ryczydół.